# Dysmicoccus probrevipes
Dysmicoccus probrevipes är en insektsart som först beskrevs av Morrison 1929. 
Dysmicoccus probrevipes ingår i släktet Dysmicoccus och familjen ullsköldlöss. Inga underarter finns listade i Catalogue of Life.